# Hypotrachyna primitiva
Hypotrachyna primitiva är en lavart som beskrevs av Hale & López-Fig. Hypotrachyna primitiva ingår i släktet Hypotrachyna och familjen Parmeliaceae.   Inga underarter finns listade i Catalogue of Life.